# Violierstraat
De Violierstraat is een straat in Brugge.

## Beschrijving
De oudste documenten die de straat vermelden luiden als volgt:
- 1395: Vilerstraete;
- 1409: Vylrestrate;
- 1539: Vylierstrate;
- 1579: Violierstraetkin;
- 1584: Violierstrate.

Karel Verschelde stelde de hypothese dat in de straat een huis stond dat naar de naam 'De Violier' luisterde. Adolf Duclos was het daar niet mee eens, want dit kruid bleef tot in de 17de eeuw onbekend. Volgens hem was er kans dat de naam afkomstig was van de familie de Villers, die sinds het begin van de jaren 1300 in Brugge bekend was, en waarvan de naam later door de volksmond zou vervormd zijn tot violier.
Albert Schouteet zag geen gaven in deze tegenstrijdige uitleg en hield het dan maar bij de vaststelling dat de naam nog steeds onverklaard bleef.
De Violierstraat loopt in winkelhaak van de Schaarstraat naar de Boninvest.

## Externe link

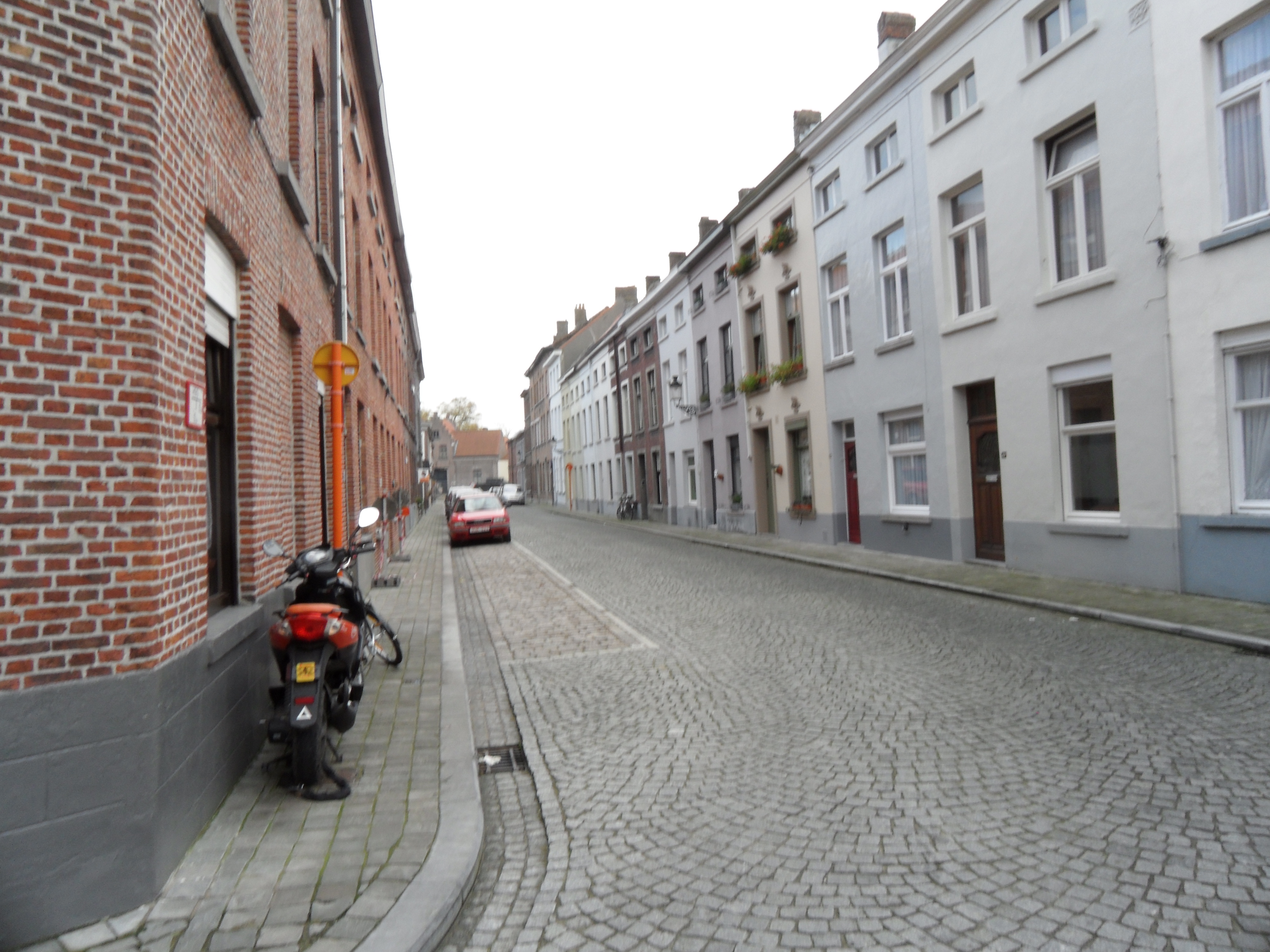
De Violierstraat, gezien in de richting van de Boninvest
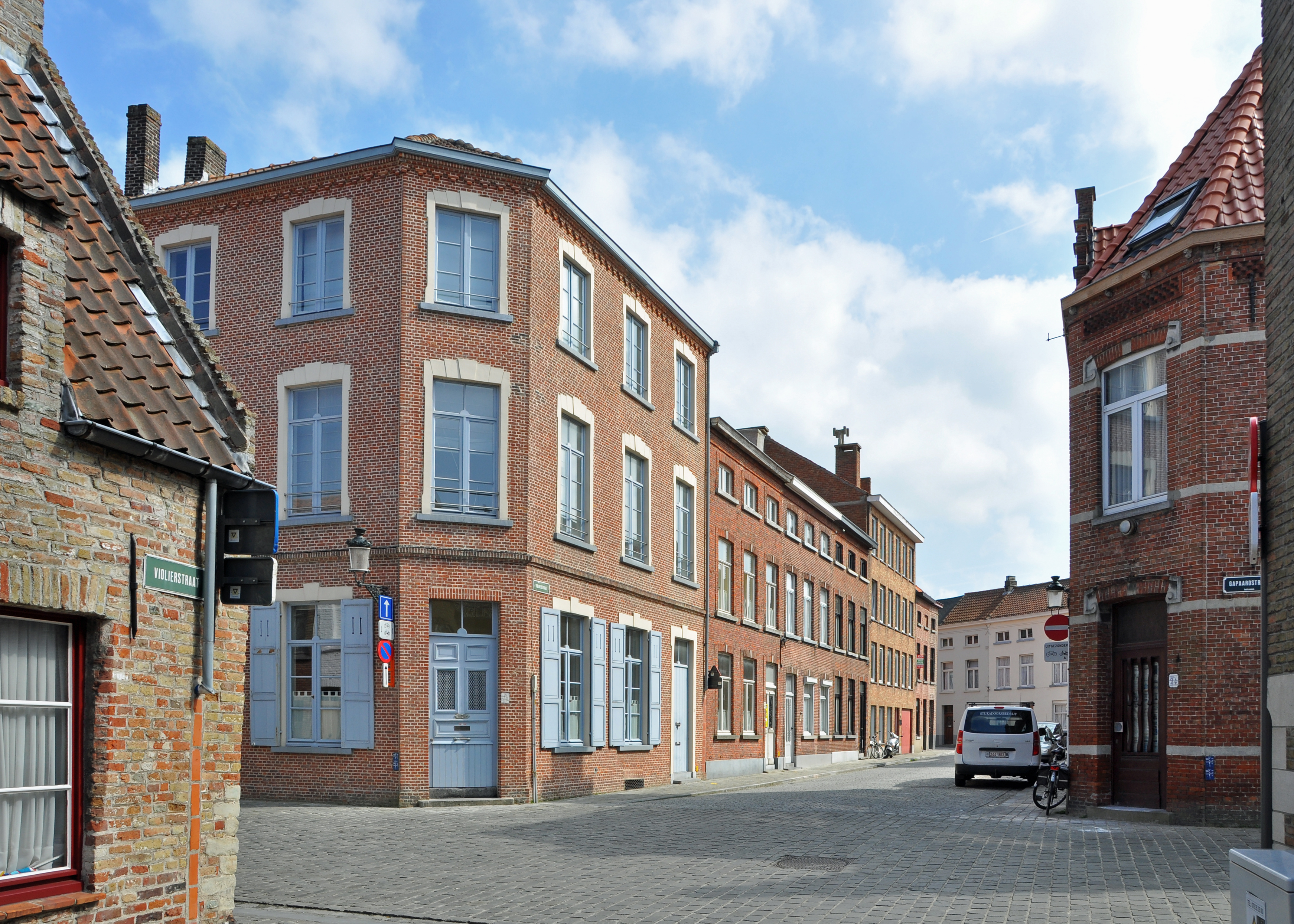
De Violierstraat bij het kruispunt met de Gapaardstraat
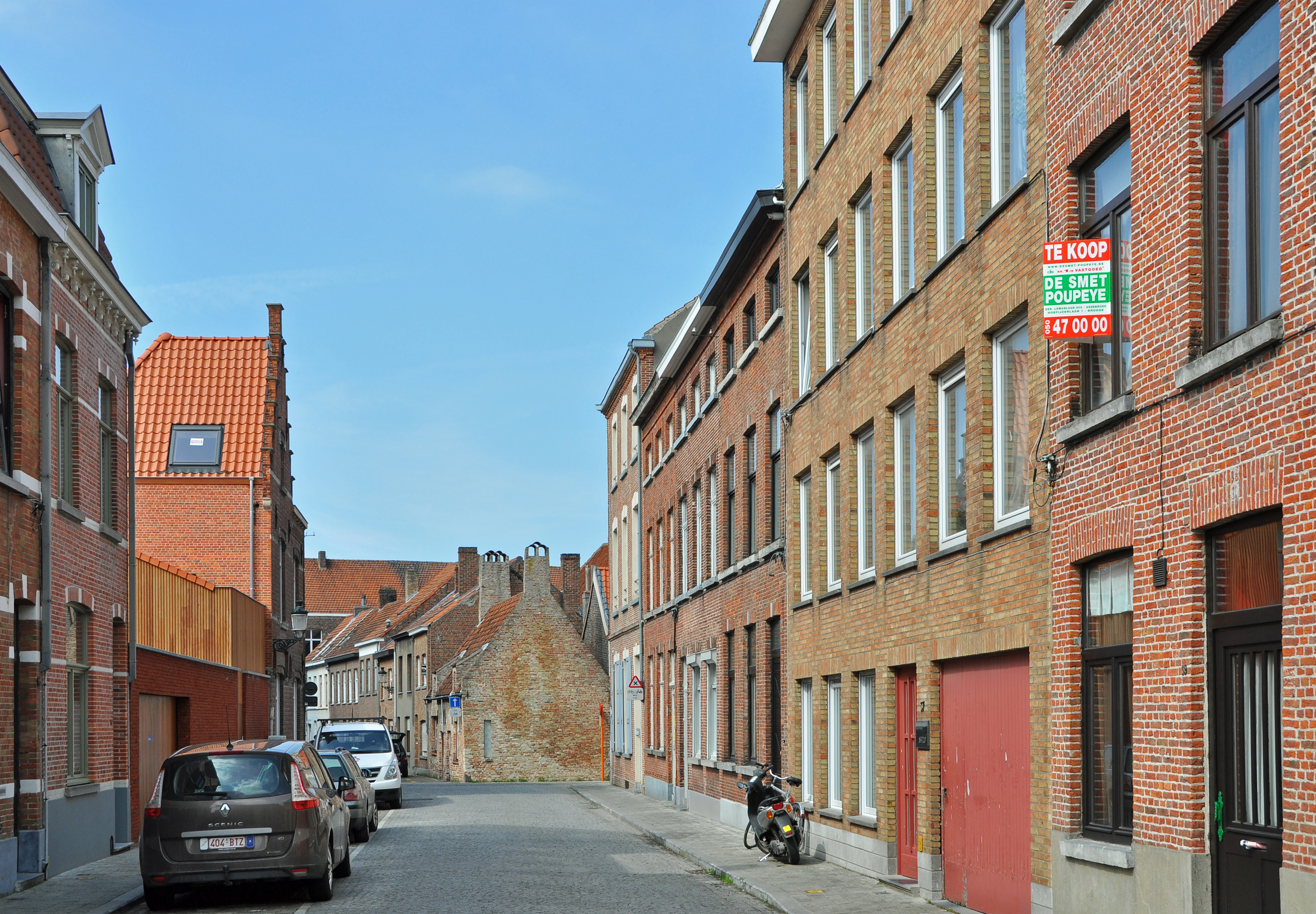
De Violierstraat, gezien in de richting van de Gapaardstraat en de Schaarstraat